# Uccidete Rommel
Uccidete Rommel è un film di guerra del 1969 diretto da Alfonso Brescia, ambientato in Nordafrica, durante la seconda guerra mondiale.

## Trama
Un commando inglese deve uccidere il feldmaresciallo Erwin Rommel che sta avanzando con l'Afrika Korps. Poco prima dell'attacco, un uomo viene mandato in una missione suicida per far trovare ai Tedeschi una falsa mappa dei campi minati inglesi; vedendolo colpito un tenente americano cerca di salvarlo e mette nei guai il resto del commando.

Dopo questa azione nascono dei contrasti tra il tenente e il capitano inglese, suo superiore. Nonostante ciò, gli uomini vengono mandati insieme a El Daba, nelle retrovie tedesche, per uccidere Rommel. Arrivati all'aeroporto di El Daba scoprono che Rommel se ne è già andato. Inizia così la ritirata, inseguiti dai Tedeschi, nel tentativo disperato di tornare alle proprie linee.

## Produzione
Il film è stato girato nel deserto egiziano. In quel periodo, l'Egitto faceva parte della Repubblica Araba Unita.

## Curiosità
I mezzi militari usati nel film sono stati messi a disposizione in prestito dall'esercito egiziano già nel deserto per le manovre di addestramento. 
Si riconoscono le jeep di produzione russa GAZ-69 e i blindati Kader Walid di produzione egiziana.